# Filles de la Sainte-Enfance de Jésus et de Marie
Les Filles de la Sainte-Enfance de Jésus et de Marie, couramment appelées Sœurs de Sainte Chrétienne, sont une congrégation religieuse enseignante et hospitalière de droit pontifical.

## Historique
À l'origine de la congrégation figure une femme Anne Victoire Tailleur (1763-1837) qui, à dix ans, quittant son village natal de Distroff en Moselle pour poursuivre ses études à Metz, se fait remarquer dans son pensionnat par son engagement en faveur de l'éducation des jeunes filles. Un militaire au nom de Alexis de Méjanes, de 27 ans son aîné, la demande en mariage qui sera célébré le 28 août 1786. Ensemble, ils créent une pharmacie des pauvres, une filature dans laquelle des jeunes filles apprennent à confectionner des vêtements pour leur propre famille et une école pour les filles d'Argancy, village où elle vit avec son époux. 
Lors de la Révolution, Anne-Victoire de Méjanès et son époux Alexis sont emprisonnés pour avoir abrité des prêtres réfractaires. Ils fondent une association pieuse dédiée à l'Enfant-Jésus imprégnée de spiritualité ignatienne et de l'école française. 
Devenue veuve en 1801, Madame de Méjanès fait vœux de chasteté et fonde le 20 avril 1807 avec l'appui de Mgr Jauffret, évêque de Metz, la Congrégation des Sœurs de Sainte Chrétienne.
L'institut reçoit le décret de louange le 22 décembre 1857 et l'approbation définitive du Saint-Siège le 5 mai 1888 ; ses constitutions sont définitivement approuvées le 16 mai 1899.

## Activités et diffusion
Les sœurs se dédient à l'enseignement et au soin des malades.
Elles sont présentes en: 
- Europe : France, Autriche, Géorgie, Hongrie.
- Amérique : Canada, États-Unis.
- Afrique : République Démocratique du Congo, Rwanda, Tanzanie.

La maison-mère se trouve à Metz.
En 2017, la congrégation comptait 162 sœurs dans 25 maisons.